# Rue de la Butte-aux-Cailles
Pour les articles homonymes, voir Butte-aux-Cailles (homonymie).
La rue de la Butte-aux-Cailles est une voie située dans le quartier de la Maison-Blanche du 13e arrondissement de Paris.

## Situation et accès

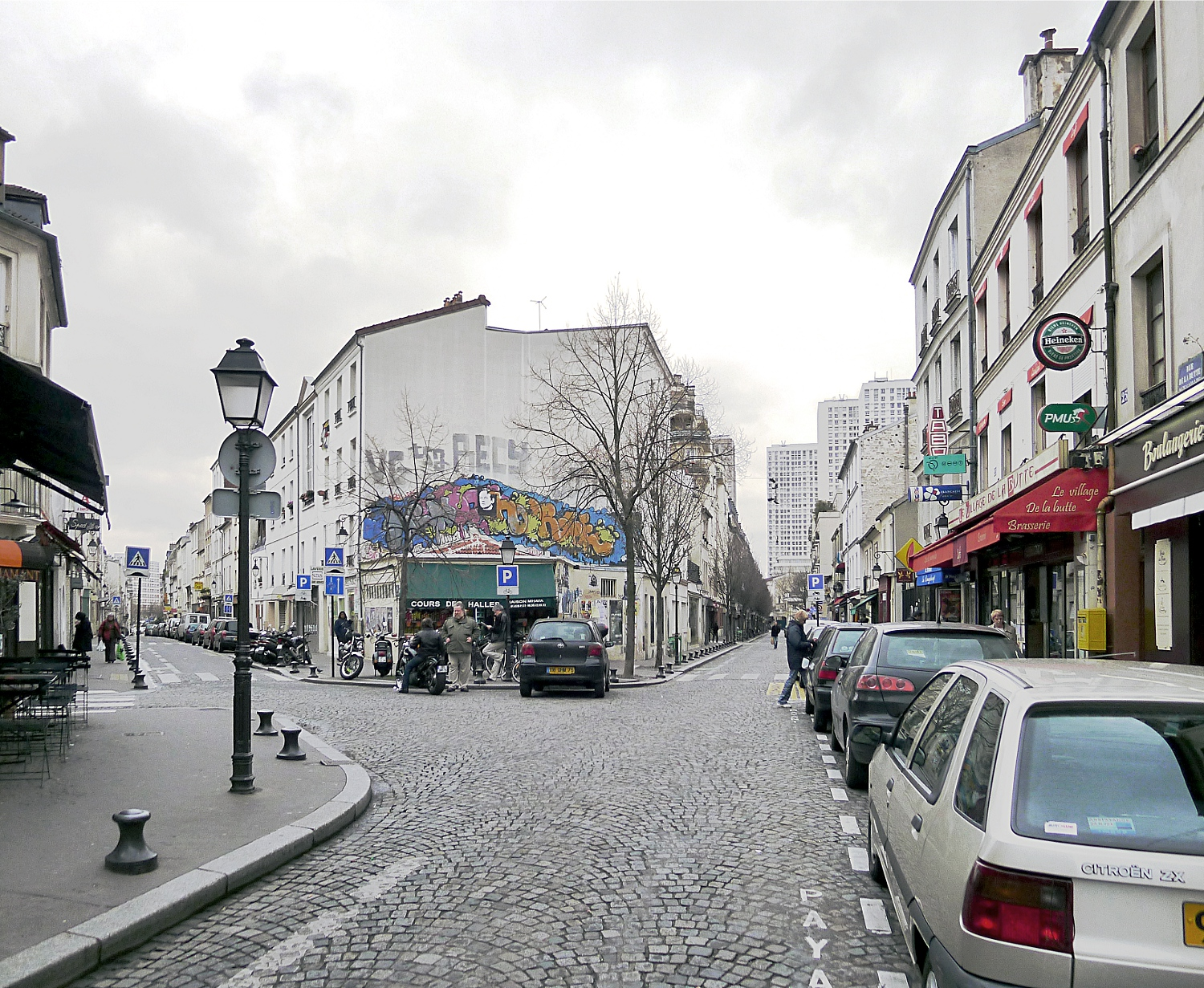
La rue au carrefour avec celle des Cinq-Diamants (à gauche) en 2011.

C'est une des rues principales de la Butte-aux-Cailles où se concentrent un grand nombre de bars et restaurants. Elle accueille l'une des fontaines Wallace du quartier à l'angle de la rue de l'Espérance.
La rue de la Butte-aux-Cailles est desservie à proximité par la ligne 6 à la station Corvisart.

## Origine du nom
Le nom de cette rue est dû à celui d'un endroit élevé dominant la Bièvre, dit la Butte-aux-Cailles, qui devait être autrefois peuplé de cailles, alors que tous ces terrains étaient recouverts de vignobles.

## Historique
Cette rue est une partie du chemin de la Butte-aux-Cailles qui a donné naissance, en 1845 et sous leurs noms actuels, à la « rue de la Butte-aux-Cailles », à la rue de l'Espérance et à la partie de la rue du Moulin-des-Prés entre le boulevard d'Italie et la rue Vandrezanne, voies alors situées sur la commune de Gentilly.
Elles sont classées dans la voirie parisienne par décret du 23 mai 1863.

## Bâtiments remarquables et lieux de mémoire
- Une partie du film Dernier Domicile connu, de José Giovanni, a été tourné dans cette voie.

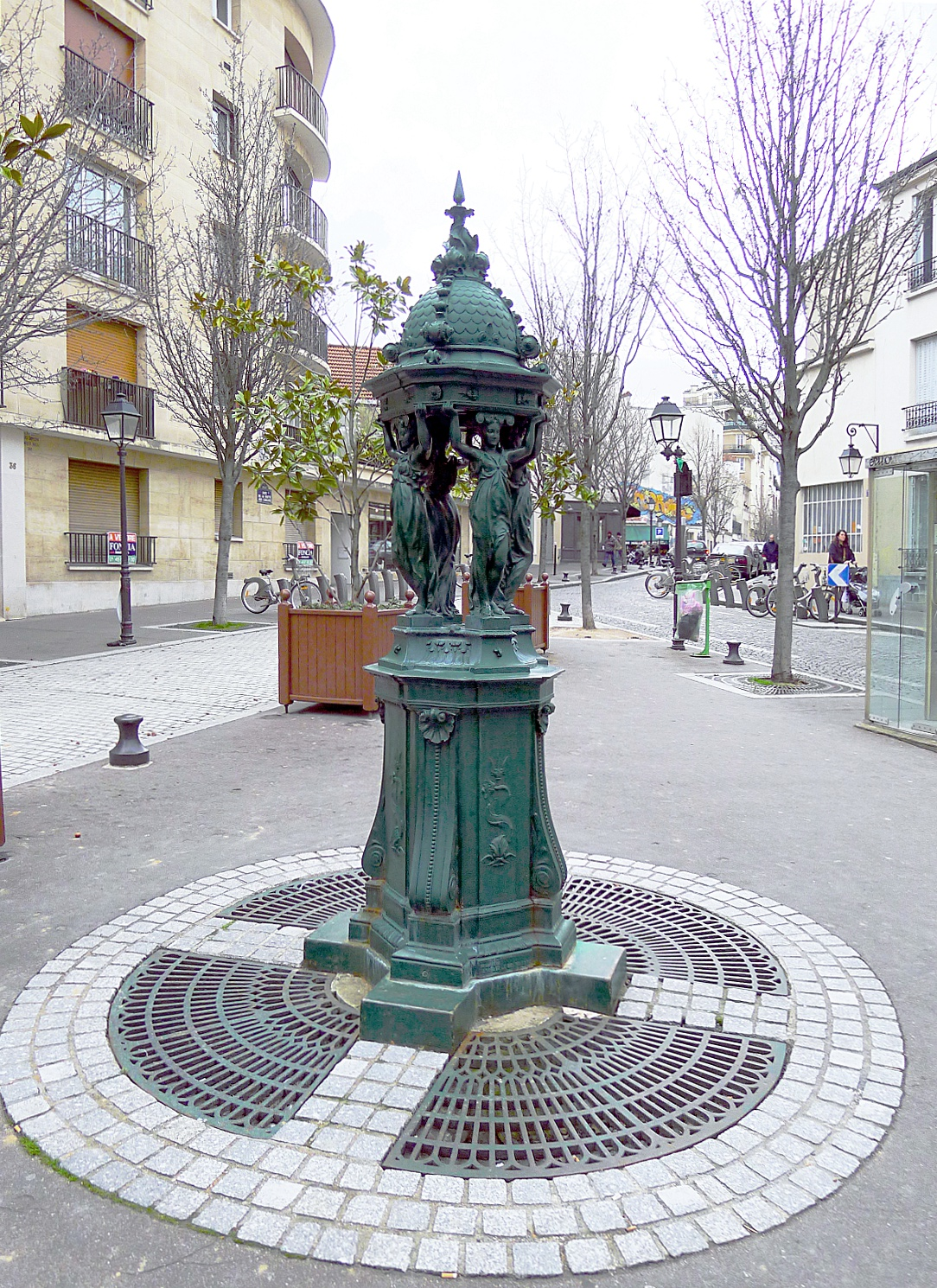
La fontaine Wallace.
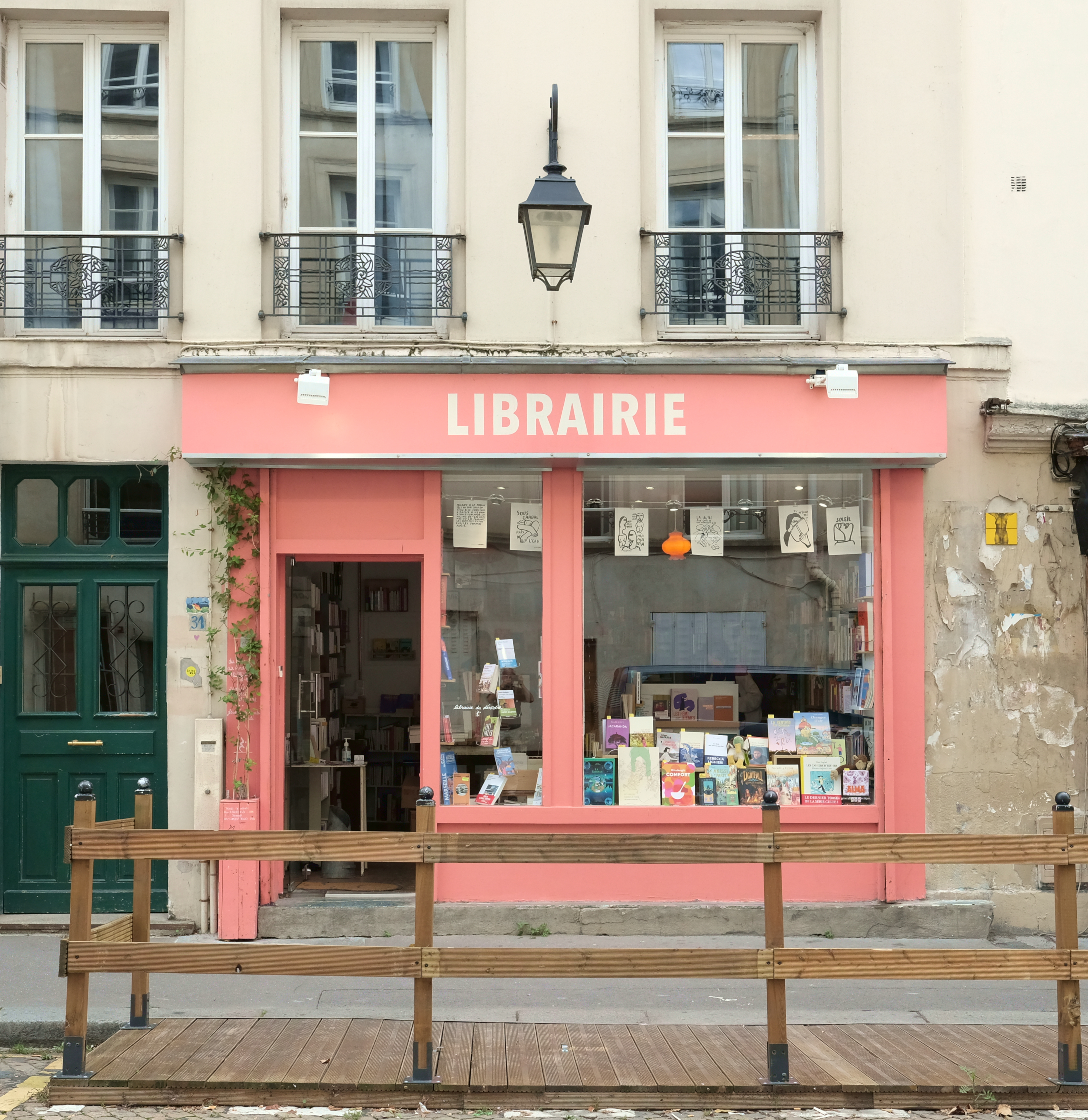
Librairie au n°31.
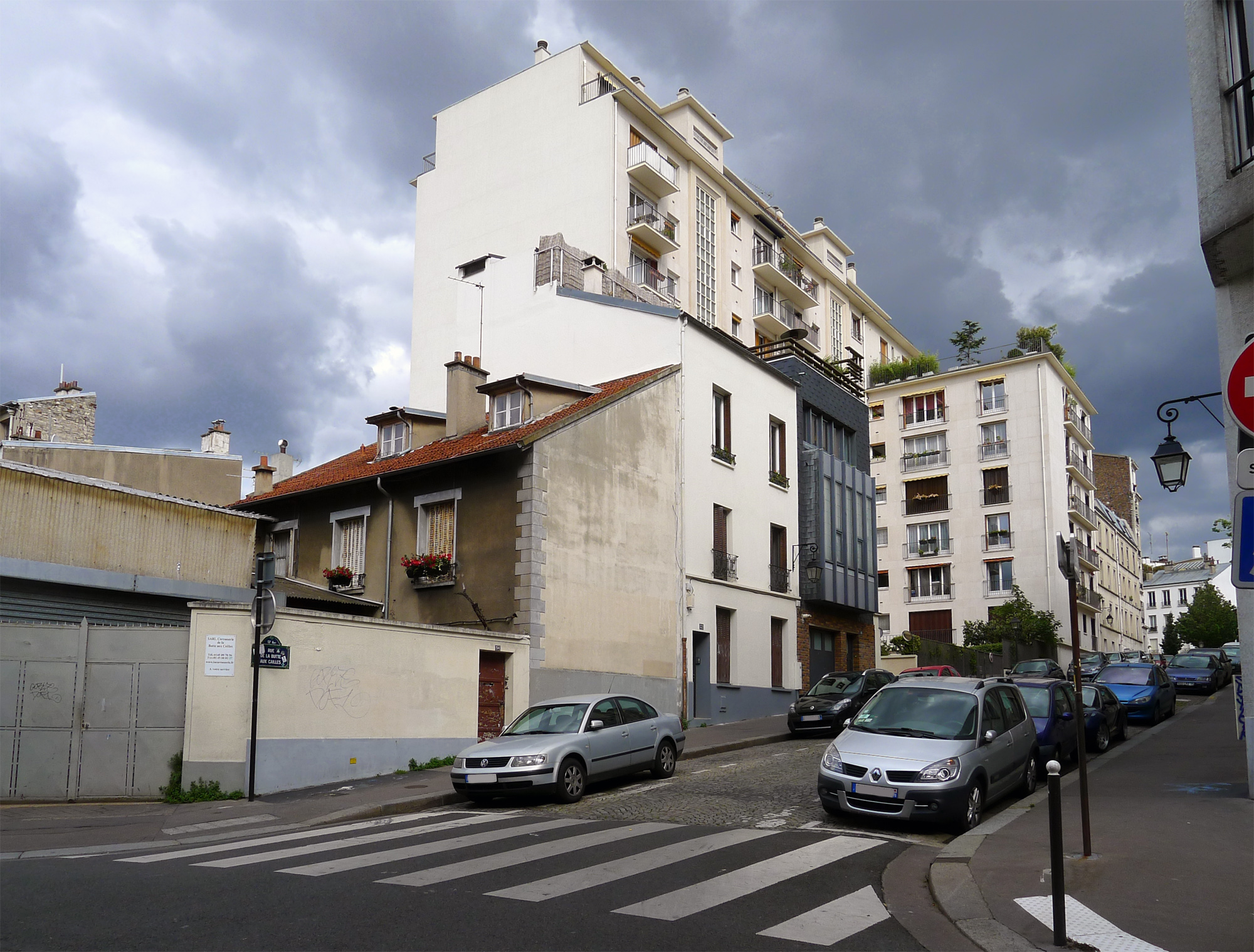
La rue au carrefour de la rue Barrault.

- L'art urbain est présent tout le long de la rue depuis de nombreuses années.

Le Merle Moqueur.
Chez Michel.
Le numéro 27.
N°29 : fresque en face de la place de la Commune de Paris.

A proximité de la rue des Cinq-Diamants (2011).
En 2016.
En 2020
En 2023.
En 2024.